# Iglesia de San Pedro de Oro (Sampedor)
La iglesia de San Pedro de Oro (en catalán: església de Sant Pere d'Or) es un templo románico situado en el municipio de Sampedor, en la comarca de Bages, provincia de Barcelona, Cataluña, España. Es una obra incluida en el Inventario del Patrimonio Arquitectónico de Cataluña.

## Descripción
La iglesia de San Pedro es un edificio de una sola nave que esta cubierta con vueltas de crucería en cinco tramos más el del presbiterio. La nave aprovecha parte de los muros de la antigua iglesia románica. En cada lado de la nave hay capillas que coinciden con cada uno de los cinco tramos de la nave. Al lado del altar y del presbiterio hay una sacristía y el campanario moderno construido en el siglo XX antiguo románico fue destruido el 1897. Dos de las capillas laterales fueron ampliadas, una en el siglo XVIII (la de las santas Espinas) y otra en el siglo XIX (la capilla de los Dolores).
Tiene una puerta de estilo románico, con restos de policromía, formada por dos arcos de medio punto dovelados en degradación y rematados por una arquivolta con manera de cornisa. Los arcos están sostenidos por un par de columnas totalmente lisas con cuatro capitales decorados con temas vegetales y historiados: el pecado original, desarrollado en dos escenas y las tres Marías. El tímpano atribuido a Arnau Cadell, autor del claustro del monasterio de San Cugat, representa el pantócrator sentado entre símbolos de los cuatro evangelistas. El ángel que simboliza el evangelista Mateo; el águila, el símbolo de Juan, el toro que simboliza a Lucas y el león, el símbolo de Marco. El tema es rematado por la inscripción latina "IHS XPS FILIUS MARIE" que se puede interpretar como: Jesucristo, hijo de María. Se trata de un programa iconográfico que se puede resumir como una síntesis en la que se oponen el Antiguo y el Nuevo Testamento en relación con el pecado y a la redención, presidido por el Juicio Final.

## Historia
La iglesia de San Pedro le ha dado nombre al municipio y pueblo, estando documentada ya el año 996. La mitad de la iglesia del pueblo nació a raíz de la sagrara eran propietarios del monasterio de San Benet de Bages por la donación condal de Ramón Berenguer III el año 1113, dependencia confirmada por la bula de 1196, del Papa Celestino III, donde constaba también la mitad del pueblo de Sampedor. En 1315 el rey Jaume el Justo permutó la mitad de la iglesia con el obispo de Vic Berenguer de Guardia. El edificio se reformó en el siglo XIII y totalmente modificado al estilo gótico en el siglo XVI, conservando solo el portal y el muro de occidente. Posteriormente hubo diversas ampliaciones.
En el siglo XIV la mitad de la iglesia restante fue entregada a la diócesis de Vic. Las obras de San Pedro son ampliamente documentadas: la primera iglesia prerrománica debería modificarse y ampliarse en el siglo XII y XIII; entre los años 1596 y 1599 fue construido el actual templo gótico que fue remodelado en el siglo XIX y las últimas obras son del año 1847. La iglesia conserva el acceso original al templo románico con una interesante portalada que muestra grandes paralelismos con la de la Seu de Manresa y la vecina de Santa María de Mura. En los capitales se ha visto la influencia más o menos directa de los del monasterio de San Cugat del Vallés. La obra se puede datar a finales del siglo XII hacia el 1180.